# Berat
Berat (en albanés: Berat o Berati) es un municipio y una ciudad de Albania, capital del condado de Berat. Durante el régimen comunista se la conoció como "la ciudad de mil ventanas" o como "la ciudad museo".
Berat posee tres cascos antiguos: Mangalem, Gorica y Kalaja y muchas mezquitas e iglesias. En 2008, la Unesco declaró el centro histórico de la ciudad Patrimonio de la Humanidad, en una denominación conjunta con el centro histórico de Gjirokastra. También es sede episcopal ortodoxa.
El municipio se creó en 2015 mediante la fusión de los antiguos municipios de Berat, Otllak, Roshnik, Sinjë y Velabisht, que pasaron a ser unidades municipales. Tiene una población total de 60 031 habitantes (2011), en un área total de 379.98 km². La población en sus límites de 2011 era de 32 606 habitantes.

## Situación y lugares de interés
Berat está ubicada junto al río Osum, que rodea al valle central albanés por una avanzada de nivel. Sobre un alto estratégico se encuentra el castillo, que además de albergar una pequeña ciudad, posee varias iglesias y mezquitas. A su lado contrario está la plaza histórica del Gorica. Debajo del castillo las manzanas del Mangalem así como el centro de la ciudad, hoy en expansión. Anteriormente la ciudad tenía numerosos edificios circulares desarrollados en el régimen comunista.

## Historia
La ciudad es considerada la más antigua de Albania, con un asentamiento que había existido desde el siglo VI a. C., cuando fue un poblado-fortaleza de la tribu de los ilirios en la antigua frontera entre Iliria y Epiro. Conocido como Antipatrea,  esta tribu fue eliminada por los romanos en el siglo II a. C. La ciudad se convirtió en parte de la frontera inestable del Imperio bizantino durante la caída del Imperio romano y, junto con el resto de la península balcánica, es destruida y nuevamente invadida por eslavos y otras tribus "bárbaras". Durante el periodo bizantino, fue conocida como Pulcheriopolis.
Los búlgaros capturaron la ciudad en el siglo IX pero fueron finalmente expulsados en el siglo XI. Durante el siglo XIII, cayó en manos de Miguel I Ducas, el gobernador del Despotado de Epiro. Fue devuelta a los serbios en 1345, quienes la renombraron  Beligrad ("ciudad blanca"), de la cual deriva su nombre actual. El Imperio otomano la conquistó en 1450 y la retuvo hasta 1912. Sin embargo no fue retenida bajo control directo durante este período: en 1809, el tiránico Ali Pasha, de origen albanés, se apoderó de la ciudad y la refortificó.
Durante el período del gobierno otomano, Berat cayó en un declive severo. A finales del siglo XVI había solamente 710 casas. A comienzos del siglo XVII se recuperó y se convirtió en un gran centro artístico de escultura maderera. Durante el siglo XIX, Berat jugó una parte importante en la renovación nacional albanesa.